# Jouko Hynninen

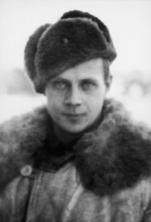
Jouko Hynninen.

Jouko Untamo Hynninen, född 21 augusti 1907 i Jäppilä, död 5 november 1983 i S:t Michel, var en finländsk militär. 
Hynninen tillhörde under fortsättningskriget Ruben Lagus legendariska jägare, först som kompanichef, sedan som kommendör för Jägarbrigadens III bataljon. Han genomgick endast Reservofficersskolan och Kadettskolan och hörde därigenom till de få militärer som uppnådde generalmajors rang utan att ha studerat vid Krigshögskolan. Under fortsättningskrigets anfallsskede ledde han jägarbataljonen JP 3 i djärva operationer på Aunusnäset ned mot Svir och i en vid båge upp mot Onega och Petroskoi, ofta med förbindelserna bakåt avskurna. Hans bataljon deltog även i operationerna mot Karhumäki och Poventsa och trängde som den förste in i Karhumäki. Han tilldelades Mannerheimkorset den 14 januari 1942. Under de svåra reträttstriderna på Karelska näset 1944 ledde han på ett exemplariskt sätt sin krympande bataljon i de hårda striderna vid Kuuterselkä, Tali-Ihantala och Vuosalmi. Han deltog i Lapplandskriget som chef för en stridsavdelning om tre jägarbataljoner i operationerna mot Rovaniemi och upp mot Ivalo och Utsjoki. Efter kriget var han brigadkommendör och militärlänskommendör. Han blev generalmajor 1966 och avgick ur aktiv tjänst 1967.